# West End

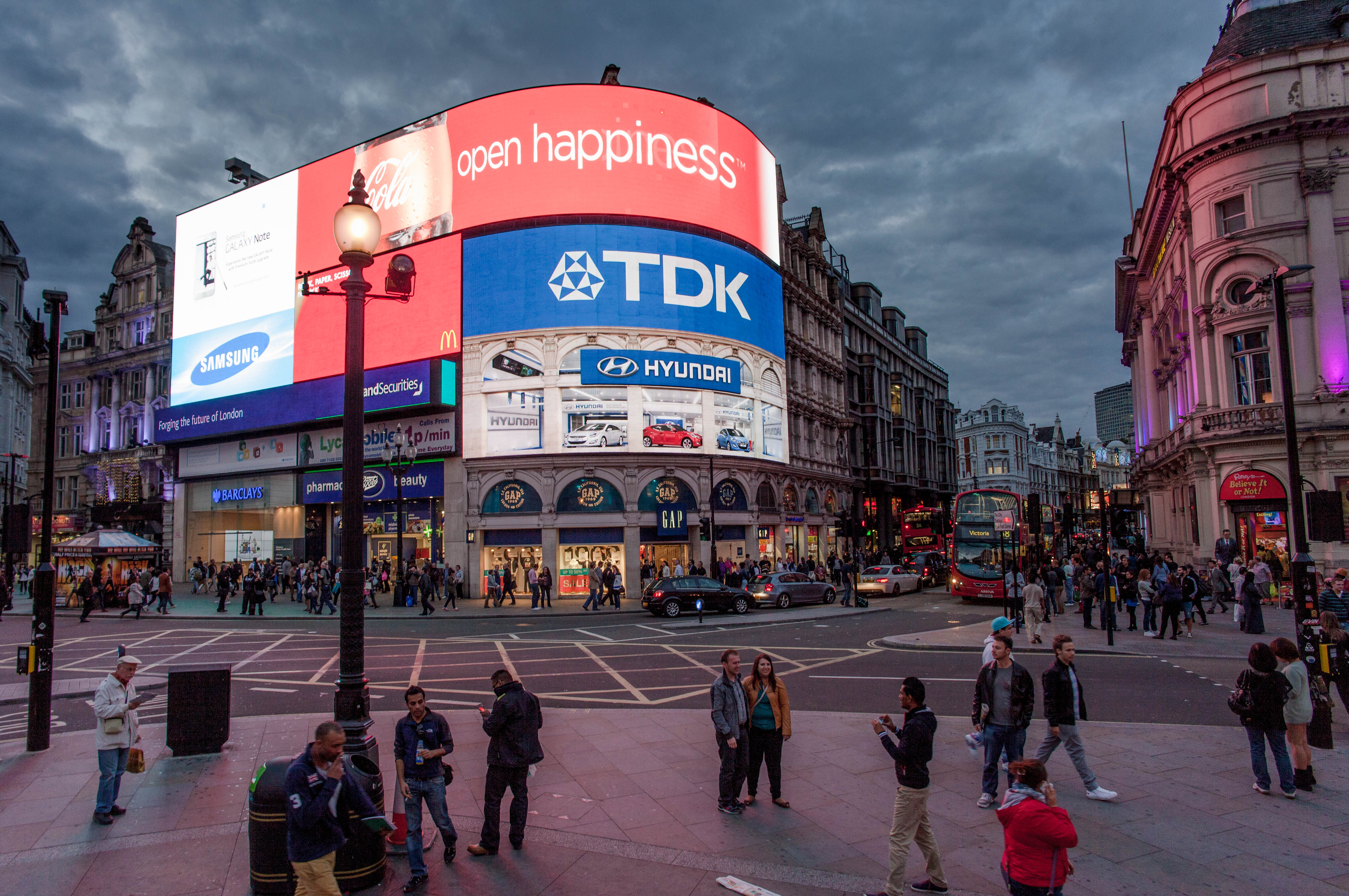
Piccadilly Circus, i hjärtat av West End

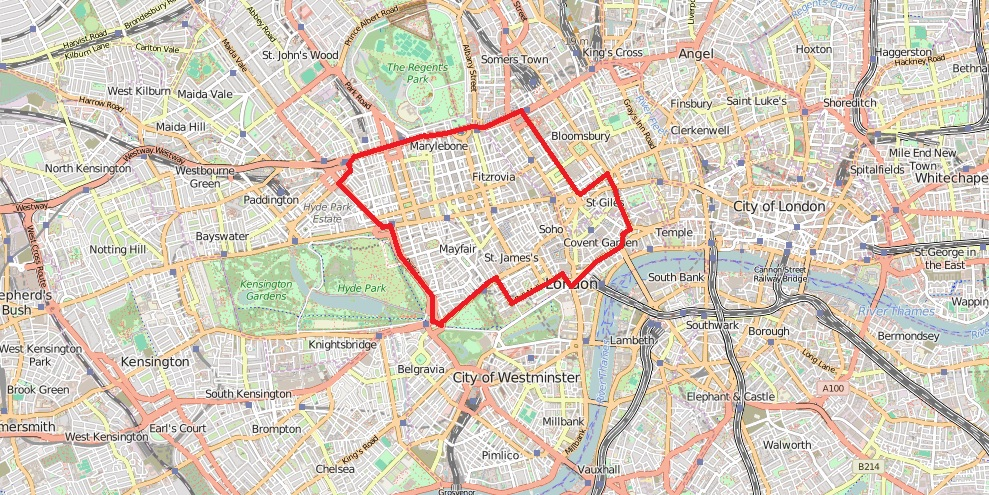
West End enligt Ed Glinerts West End Chronicles

West End är en del av London, väster om The City och numera – särskilt i turisthänseende – ofta ansett som stadens kanske mest centrala område. Eftersom West End är en term som används i vardagligt tal av Londonbor, och inte en officiell geografisk definition, är det delade meningar om vilka områden som faller inom West End. Enligt Ed Glinerts West End Chronicles (2006) är distrikten som faller inom West End Mayfair, Soho, Covent Garden, Fitzrovia och Marylebone. West End används ofta synonymt med Englands största teaterdistrikt, West End theatre.
Ibland omnämns West End som: Mayfair, Soho, Covent Garden, Fitzrovia och Marylebone, Temple, Holborn, Bloomsbury, Regents Park, Paddington, Hyde Park, Knightsbridge, Victoria och Westminster.

## West End theatre
West End theatre är en vanlig term för professionella teateruppsättningar på de stora teatrarna i "Theatreland", i och omkring West End i London. Tillsammans med New Yorks Broadwayteatrar, är West End teater ansedd att representera den högsta nivån av kommersiell teater inom den engelskspråkiga världen. Kända skådespelare från filmindustrin medverkar ofta på dessa London scener.